# Liste der Biografien/Wd
Liste der Biografien |
Portal Biografien |
Personensuche
# |
A |
B |
C |
D |
E |
F |
G |
H |
I |
J |
K |
L |
M |
N |
O |
P |
Q |
R |
S |
T |
U |
V |
W |
X |
Y |
Z |
?
 
Wa |
Wc |
Wd |
We |
Wh |
Wi |
Wj |
Wl |
Wn |
Wo |
Wr |
Ws |
Wt |
Wu |
Ww |
Wy |
Wz
Die Liste der Biografien führt alle Personen auf, die in der deutschsprachigen Wikipedia einen Artikel haben. Dieses ist eine Teilliste mit 9 Einträgen von Personen, deren Namen mit den Buchstaben „Wd“ beginnt.

## Wd

### Wdo
- Wdowczyk, Dariusz (* 1962), polnischer Fußballspieler und -trainer
- Wdowenko, Walerij (* 1971), sowjetischer Skispringer, Skisprungtrainer und Politiker
- Wdowik, Bartłomiej (* 2000), polnischer Fußballspieler
- Wdowik, Oliwer (* 2002), polnischer Sprinter
- Wdowin, Alexei Wladimirowitsch (1963–2022), sowjetischer Wasserballspieler
- Wdowin, Innokenti Stepanowitsch (1907–1996), russischer Gelehrter des Tschuktschischen
- Wdowin, Michail Wjatscheslawowitsch (* 1967), russischer Sprinter
- Wdowiński, Dawid (1895–1970), polnischer Neurologe und Psychiater, Aufständischer des Warschauer Ghettos
- Wdowitschenkow, Wladimir Wladimirowitsch (* 1971), russischer FilmschauspielerWladimir Wladimirowitsch Wdowitschenkow (* 1971)

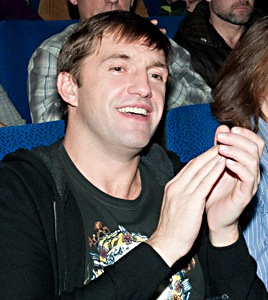
Wladimir Wladimirowitsch Wdowitschenkow (* 1971)